# Colin Joyce
Colin Joyce (ur. 6 sierpnia 1994 w Pocatello) – amerykański kolarz szosowy.

## Osiągnięcia
Opracowano na podstawie:

2011
- 2. miejsce w mistrzostwach Stanów Zjednoczonych juniorów (start wspólny)

2015
- 3. miejsce w GP Liberty Seguros
- 3. miejsce w mistrzostwach Stanów Zjednoczonych do lat 23 (start wspólny)

2016
- 4. miejsce w Tour of Alberta
  - 1. miejsce w klasyfikacji punktowej
  - 1. miejsce w klasyfikacji młodzieżowej
  - 1. miejsce na 1. etapie
- 1. miejsce na 1. etapie Olympia’s Tour (jazda drużynowa na czas)

2018
- 2. miejsce w Winston-Salem Cycling Classic
- 3. miejsce w Arctic Race of Norway
  - 1. miejsce na 2. etapie

2019
- 1. miejsce w Rutland-Melton Cicle Classic

2021
- 1. miejsce na 4. etapie Danmark Rundt

## Rankingi
| Rok              | 2015 | 2016  | 2017  | 2018 | 2019  | 2020  | 2021 | 2022  | 2023  |
| ---------------- | ---- | ----- | ----- | ---- | ----- | ----- | ---- | ----- | ----- |
| World Ranking    |      | 651.  | 887.  | 419. | 1096. | 1499. | 974. | 1109. | 1047. |
| UCI Europe Tour  | 493. | 1589. | 1635. | 440. |       |       |      |       |       |
| UCI Asia Tour    | -    | 451.  | -     | -    |       |       |      |       |       |
| UCI America Tour | 248. | 55.   | 49.   | 46.  | 145.  | 138.  | 133. | 136.  | -     |
|                  |      |       |       |      |       |       |      |       |       |
| Źródło: UCI      |      |       |       |      |       |       |      |       |       |